# Associazione Calcio Carpi 1923-1924
Questa pagina raccoglie le informazioni riguardanti l'Associazione Calcio Carpi nelle competizioni ufficiali della stagione 1923-1924.

## Stagione
Nella stagione 1923-1924 il Carpi ha disputato il girone D del campionato di Seconda Divisione Nord. Con 13 punti si è piazzato in quinta posizione di classifica.

## Rosa
| N. |                   | Ruolo | Calciatore                |
| -- | ----------------- | ----- | ------------------------- |
|    | Italia (bandiera) | D     | Angiolino Camurri         |
|    | Italia (bandiera) | A     | Giovan Battista Focherini |
|    | Italia (bandiera) | A     | Daniele Giovanardi        |
|    | Italia (bandiera) | A     | Augusto Maselli           |
|    | Italia (bandiera) | C     | Sergio Micheli            |
|    | Italia (bandiera) | A     | Antonio Moretti           |

| N. |                   | Ruolo | Calciatore          |
| -- | ----------------- | ----- | ------------------- |
|    | Italia (bandiera) | D     | Zorè Sabbadini      |
|    | Italia (bandiera) | D     | Vittorio Scacchetti |
|    | Italia (bandiera) | P     | Castone Setti       |
|    | Italia (bandiera) | C     | Enzo Silingardi     |
|    | Italia (bandiera) | C     | Leonio Tirelli      |
|    | Italia (bandiera) | A     | Zurga Tirelli       |